# Шайтан Ибрагим-паша
Шайтан Ибрагим-паша (тур. Şeytan İbrahim Paşa, с тур. Şeytan - Дьявол), также имел прозвище Мелек (рус. Ангел). (1595 г. - 3 декабря 1685) — крупный османский государственный деятель, занимал должность губернатора Египта, Дамаска, Эрзурума и Диярбакыра.

## Биография
Известно, что он родился в начале XVII века или в конце XVI века. Его отцом был казначей Диярбакыра Омер-ага - его национальность неизвестна.
В 1656 году Ибрагим-паша был назначен главным казначеем султанского дворца, вскоре получив должность визиря. В 1661 году был назначен бейлербеем Египта. В 1663 году женился на дочери Мурада IV Рукие-султан. В 1669 году стал бейлербеем Дамаска, находился в должности до 1671 года. В 1677 году стал бейлербеем Очакова.
В июне 1676 г. во время очередной Польско-турецкой войны армия под командованием Ибрагим-паши перешла через Дунай и пройдя через Молдавию, двинулась к границам Речи Посполитой. Казалось, что Османская армия собирается захватить Львов, однако резкий поворот на Юго-Запад дал полякам понять, что главной целью является Станислав. Гарнизон Станислава яростно сопротивлялся, в это время польский король Ян III Собеский собрал армию во Львове и двинулся на помощь осажденным. Польский авангард под Войниловом вступил в бой с татарским чамбулом и разбил его, но подошедшие татарские войска заставили его отступить. Узнав о приближении армии Польского короля, Ибрагим-паша был вынужден снять осаду и двинуться на север. Одержав победу в битве при Войниловом, Ян Собеский отступил в Журавно, разбив лагерь. Шайтан Ибрагим-паша вместе с крымским ханом Селимом I Герайем осадил польский лагерь. Турецкая артиллерия наносила польской армии тяжелые потери. Кроме того они были отрезаны от путей снабжения. Турки знали, что у поляков нету орудий. Этим воспользовался Мартин Контский, приказавший взять из ближайшего замка старые мортиры. Услышав огонь мортир, турки подумали, что к Яну Собескому пришла на помощь ещё одна польская армия. Это побудило Шайтан Ибрагим-пашу подписать с поляками Журавенский мирный договор, завершавший Польско-турецкую войну (1672-1676).
Во время русско-турецкой войны в конце мая 1677 года по приказу султана Ибрагим-паша двинулся в поход на Чигирин. Подойдя к Чигирину, гарнизону было предложено сдать крепость в обмен на свободный уход на Левобережье, но гарнизон ответил отказом. Началась осада Чигирина, 5 августа началась бомбардировка крепости, осадные орудия турок благодаря шанцам продвигались ближе к стенам. Гарнизон Чигирина предпринимал вылазки, мешая осадным работам, однако турки сумели сделать несколько проломов в стене и поставить пушки ещё ближе. 17 августа османские войска начали массированный штурм, но он провалился, после чего активность осаждавших снизилась.  20 августа в Чигирин вошло подкрепление — полк драгун и 800 сердюков, которые скрытно переправились на правый берег Днепра. Крепость была близка к захвату, но 24 августа Ибрагим-паша с крымским ханом и большей частью армии отправился навстречу русско-украинским войскам, идущим на помощь крепости. В бою у Бужина перевоза русско-украинские войска нанесли поражение армии Ибрагима-паши, это заставило его в ночь на 29 августа снять осаду Чигирина и спешно отступать, дабы самому не попасть в окружение.
Ибрагим-паша, которого великий визирь прозвал Шайтаном, с 1677 и 1683 года занимал должности бейлербея Мореи, Эрзурума и Диярбакыра. В 1683 году когда началась Великая Турецкая Война был назначен бейлербеем Буды, он и крымский хан Мурад Герай был против планов Кара Мустафы-паши по осаде Вены. В течение трёх месяцев Ибрагим-паша успешно командовал обороной Буды и смог её удержать во время осады австрийской армией. В конце октября 1684 года австрийцы отступили от стен Буды, после чего Ибрагим-паша стал заниматься восстановлением разрушенных укрепелений. За свои успехи в Буде, Ибрагим-паша получил прозвище Мелек (С тур. - Ангел.).
В 1685 году Мелек Ибрагим-паша назначен сердаром Венгрии (главнокомандующим). 16 августа 1685 года турецкая армия, численность которой составляла 80 000 человек была разбита более малочисленным польско-австрийскими войсками в битве под Эстергомом. Ибрагим-паша был в тяжелой ситуации, из-за чего тот решил вступить в переговоры с Карлом Лотарингским, недавно разбившим его армию под Эстергомом. Переговоры провалились, поскольку заключения мира не хотел император Леопольд I. Военные неудачи сказались на репутации Ибрагима-паши и великий визирь Байбуртлу Кара Ибрагим-паша обвинил его в государственной измене. Шейх-уль-ислам Чаталджалы Али-эфенди издал фетву против Мелека Ибрагима-паши. По указу султана Мелек Ибрагим-паша был казнён 3 декабря 1685 года в Белграде.

## Потомство
Был женат на двоюродной сестре султана Мехмеда IV Рукие-султан (1640 - ум. 1696/1716)

#### Дочери
- Айше Ханымсултан (1680 - ум. 1717)
- Фатьма Ханымсултан (1677 - ум. 1727)